# نصف‌النهار ۱ درجه غربی
نصف‌النهار ۱ درجه غربی ۱مین نصف‌النهار غربی از گرینویچ است که از لحاظ زمانی 0ساعت و 4دقیقه با گرینویچ اختلاف زمانی دارد.
این نصف‌النهار از قطب شمال شروع و از مناطق زیر گذشته و به قطب جنوب ختم می‌شود.
- قاره اروپا
- قاره آفریقا